# Gran Premio motociclistico della Comunità Valenciana 1999
Il Gran Premio motociclistico della Comunità Valenciana 1999 corso il 19 settembre, è stato il dodicesimo Gran Premio della stagione 1999 e ha visto vincere la Yamaha di Régis Laconi nella classe 500, Tōru Ukawa nella classe 250 e Gianluigi Scalvini nella classe 125.

## Classe 500

### Arrivati al traguardo
| Pos | Nº | Pilota            | Squadra                   | Motocicletta | Giri | Tempo     | Griglia | Punti |
| --- | -- | ----------------- | ------------------------- | ------------ | ---- | --------- | ------- | ----- |
| 1   | 55 | Régis Laconi      | Red Bull Yamaha WCM       | Yamaha       | 30   | 53:23.825 | 1       | 25    |
| 2   | 10 | Kenny Roberts Jr  | Suzuki Grand Prix         | Suzuki       | 30   | +3.548    | 9       | 20    |
| 3   | 24 | Garry McCoy       | Red Bull Yamaha WCM       | Yamaha       | 30   | +4.609    | 8       | 16    |
| 4   | 8  | Tadayuki Okada    | Repsol Honda              | Honda        | 30   | +6.155    | 4       | 13    |
| 5   | 4  | Carlos Checa      | Marlboro Yamaha           | Yamaha       | 30   | +22.031   | 5       | 11    |
| 6   | 6  | Norick Abe        | Antena 3 Yamaha-D'Antin   | Yamaha       | 30   | +22.144   | 6       | 10    |
| 7   | 2  | Max Biaggi        | Marlboro Yamaha           | Yamaha       | 30   | +36.985   | 2       | 9     |
| 8   | 19 | John Kocinski     | Kanemoto Nettaxi Honda    | Honda        | 30   | +37.198   | 7       | 8     |
| 9   | 15 | Sete Gibernau     | Repsol Honda              | Honda        | 30   | +43.376   | 14      | 7     |
| 10  | 5  | Alex Barros       | MoviStar Honda Pons       | Honda        | 30   | +43.420   | 10      | 6     |
| 11  | 31 | Tetsuya Harada    | Aprilia Grand Prix Racing | Aprilia      | 30   | +1:09.478 | 15      | 5     |
| 12  | 9  | Nobuatsu Aoki     | Suzuki Grand Prix         | Suzuki       | 30   | +1:12.741 | 11      | 4     |
| 13  | 22 | Sébastien Gimbert | Tecmas Honda Elf          | Honda        | 30   | +1:26.833 | 20      | 3     |
| 14  | 52 | David de Gea      | Proton KR Modenas         | Modenas KR3  | 30   | +1:43.106 | 18      | 2     |
| 15  | 20 | Mike Hale         | Proton KR Modenas         | Modenas KR3  | 29   | +1 giro   | 17      | 1     |
| 16  | 21 | Michael Rutter    | Millar Honda              | Honda        | 29   | +1 giro   | 21      |       |
| 17  | 32 | Marc Garcia       | Dee Cee Jeans Racing      | Honda        | 28   | +2 giri   | 22      |       |

### Ritirati
| Nº | Pilota                   | Squadra                    | Motocicletta | Giri | Griglia |
| -- | ------------------------ | -------------------------- | ------------ | ---- | ------- |
| 3  | Àlex Crivillé            | Repsol Honda               | Honda        | 25   | 3       |
| 25 | José Luis Cardoso        | Maxon TSR                  | TSR-Honda    | 23   | 19      |
| 14 | Juan Bautista Borja      | MoviStar Honda Pons        | Honda        | 22   | 12      |
| 17 | Jurgen van den Goorbergh | Biland GP1                 | MuZ Weber    | 21   | 13      |
| 68 | Mark Willis              | Buckley Systems BSL Racing | Modenas KR3  | 6    | 16      |

### Non qualificati
| Nº | Pilota         | Moto      |
| -- | -------------- | --------- |
| 27 | Bernard Garcia | MuZ Weber |
| 26 | Haruchika Aoki | TSR-Honda |

## Classe 250

### Arrivati al traguardo
| Pos | Nº | Pilota             | Squadra                    | Motocicletta | Giri | Tempo     | Griglia | Punti |
| --- | -- | ------------------ | -------------------------- | ------------ | ---- | --------- | ------- | ----- |
| 1   | 4  | Tōru Ukawa         | Shell Advance Honda        | Honda        | 27   | 49:50.449 | 5       | 25    |
| 2   | 21 | Franco Battaini    | FGF Battaini Racing        | Aprilia      | 27   | +5.125    | 9       | 20    |
| 3   | 1  | Loris Capirossi    | Elf Axo Honda Gresini      | Honda        | 27   | +10.224   | 2       | 16    |
| 4   | 56 | Shin'ya Nakano     | Chesterfield Yamaha Tech 3 | Yamaha       | 27   | +14.848   | 1       | 13    |
| 5   | 7  | Stefano Perugini   | Fila Watches Honda         | Honda        | 27   | +34.042   | 12      | 11    |
| 6   | 12 | Sebastián Porto    | Semprucci Biesse-Group     | Yamaha       | 27   | +37.495   | 10      | 10    |
| 7   | 24 | Jason Vincent      | Padgetts HRC Shop          | Honda        | 27   | +44.911   | 13      | 9     |
| 8   | 46 | Valentino Rossi    | Aprilia Grand Prix Racing  | Aprilia      | 27   | +1:01.011 | 4       | 8     |
| 9   | 14 | Anthony West       | Shell Advance Honda        | TSR-Honda    | 27   | +1:10.352 | 15      | 7     |
| 10  | 66 | Alex Hofmann       | Racing Factory             | TSR-Honda    | 27   | +1:18.683 | 17      | 6     |
| 11  | 37 | Luca Boscoscuro    | Polini                     | TSR-Honda    | 27   | +1:20.847 | 8       | 5     |
| 12  | 22 | Lucas Oliver Bultó | Yamaha Kurz Aral           | Yamaha       | 27   | +1:23.051 | 19      | 4     |
| 13  | 44 | Roberto Rolfo      | Vasco Rossi Racing         | Aprilia      | 27   | +1:24.329 | 11      | 3     |
| 14  | 36 | Masaki Tokudome    | Dee Cee Jeans Racing       | TSR-Honda    | 27   | +1:26.837 | 22      | 2     |
| 15  | 10 | Fonsi Nieto        | Antena 3 Yamaha-D'Antin    | Yamaha       | 27   | +1:45.669 | 30      | 1     |
| 16  | 15 | David García       | Antena 3 Yamaha-D'Antin    | Yamaha       | 27   | +1:48.927 | 25      |       |
| 17  | 18 | Scott Smart        | Sabre Docshop Racing       | Aprilia      | 27   | +1:49.731 | 20      |       |
| 18  | 60 | Alex Debón         | Team Chupa Chups           | Honda        | 26   | +1 giro   | 29      |       |
| 19  | 41 | Jarno Janssen      | Rizla Honda                | TSR-Honda    | 26   | +1 giro   | 21      |       |

### Ritirati
| Nº | Pilota            | Squadra                    | Motocicletta | Giri | Griglia |
| -- | ----------------- | -------------------------- | ------------ | ---- | ------- |
| 58 | Matias Rios       | PR2 Mitsubishi             | Aprilia      | 24   | 24      |
| 9  | Jeremy McWilliams | QUB Team Optimum           | Aprilia      | 22   | 7       |
| 17 | Maurice Bolwerk   | Rizla Honda                | TSR-Honda    | 21   | 18      |
| 19 | Olivier Jacque    | Chesterfield Yamaha Tech 3 | Yamaha       | 20   | 3       |
| 57 | Ismael Bonilla    | Team Chupa Chups           | Honda        | 20   | 27      |
| 23 | Julien Allemand   | Tecmas Honda Elf           | TSR-Honda    | 17   | 16      |
| 62 | Álvaro Molina     | Echo Team Neuauto - BMW    | Honda        | 15   | 31      |
| 6  | Ralf Waldmann     | Aprilia Germany            | Aprilia      | 14   | 6       |
| 91 | David Ortega      | Costa de Azahar            | TSR-Honda    | 9    | 26      |
| 16 | Johan Stigefelt   | Edo Racing                 | Yamaha       | 6    | 28      |
| 11 | Tomomi Manako     | Yamaha Kurz Aral           | Yamaha       | 6    | 14      |
| 69 | Daniel Ribalta    | Promoto Sport              | Yamaha       | 0    | 23      |

## Classe 125

### Arrivati al traguardo
| Pos | Nº | Pilota               | Squadra                  | Motocicletta | Giri | Tempo     | Griglia | Punti |
| --- | -- | -------------------- | ------------------------ | ------------ | ---- | --------- | ------- | ----- |
| 1   | 8  | Gianluigi Scalvini   | Inoxmacel Fontana Racing | Aprilia      | 25   | 47:36.994 | 8       | 25    |
| 2   | 7  | Emilio Alzamora      | Via Digital Team         | Honda        | 25   | +7.957    | 7       | 20    |
| 3   | 6  | Noboru Ueda          | Givi Honda LCR           | Honda        | 25   | +28.360   | 12      | 16    |
| 4   | 21 | Arnaud Vincent       | C.C. Valencia            | Aprilia      | 25   | +32.455   | 1       | 13    |
| 5   | 17 | Steve Jenkner        | Marlboro Team ADAC       | Aprilia      | 25   | +39.038   | 11      | 11    |
| 6   | 23 | Gino Borsoi          | Semprucci Biesse-Group   | Aprilia      | 25   | +1:09.267 | 13      | 10    |
| 7   | 16 | Simone Sanna         | Polini                   | Honda        | 25   | +1:34.477 | 9       | 9     |
| 8   | 15 | Roberto Locatelli    | Vasco Rossi Racing       | Aprilia      | 25   | +1:35.606 | 10      | 8     |
| 9   | 85 | David Micó           | C.C. Valencia            | Aprilia      | 25   | +1:35.921 | 29      | 7     |
| 10  | 12 | Randy de Puniet      | Scrab Competition        | Aprilia      | 25   | +1:39.107 | 25      | 6     |
| 11  | 44 | Alessandro Brannetti | Future Strategies        | Aprilia      | 25   | +1:39.479 | 20      | 5     |
| 12  | 1  | Kazuto Sakata        | M.T.P. - Team Pileri     | Honda        | 25   | +1:50.845 | 22      | 4     |
| 13  | 18 | Reinhard Stolz       | Polini                   | Honda        | 24   | +1 giro   | 26      | 3     |
| 14  | 55 | Toni Elías           | Polini                   | Honda        | 24   | +1 giro   | 27      | 2     |
| 15  | 29 | Ángel Nieto Jr       | Via Digital Team         | Honda        | 24   | +1 giro   | 19      | 1     |
| 16  | 20 | Bernhard Absmeier    | Mayer-Rubatto Racing     | Aprilia      | 24   | +1 giro   | 28      |       |
| 17  | 53 | Emilio Delgado       | EDR Portotrans           | Honda        | 24   | +1 giro   | 30      |       |

### Ritirati
| Nº | Pilota            | Squadra                  | Motocicletta | Giri | Griglia |
| -- | ----------------- | ------------------------ | ------------ | ---- | ------- |
| 54 | Manuel Poggiali   | Kappa Racing             | Aprilia      | 21   | 18      |
| 10 | Jerónimo Vidal    | C.C. Valencia            | Aprilia      | 20   | 15      |
| 86 | Ivan Martínez     | Hot Beatriz              | Aprilia      | 13   | 23      |
| 4  | Masao Azuma       | Benetton Playlife        | Honda        | 12   | 4       |
| 13 | Marco Melandri    | Benetton Playlife        | Honda        | 12   | 2       |
| 11 | Max Sabbatani     | Matteoni Racing          | Honda        | 11   | 24      |
| 9  | Frédéric Petit    | Racing Moto Sport        | Aprilia      | 11   | 21      |
| 32 | Mirko Giansanti   | Kappa Racing             | Aprilia      | 11   | 14      |
| 22 | Pablo Nieto       | Festina-Derbi            | Derbi        | 6    | 3       |
| 26 | Ivan Goi          | Matteoni Racing          | Honda        | 6    | 16      |
| 5  | Lucio Cecchinello | Givi Honda LCR           | Honda        | 6    | 5       |
| 41 | Yōichi Ui         | Festina-Derbi            | Derbi        | 3    | 6       |
| 56 | Adrián Araujo     | Fast Racing by Queroseno | Honda        | 3    | 17      |